# Branka Konatar
Branka Konatar, née le 2 novembre 1999, est une joueuse monténégrine de handball. Elle évolue pour le club slovène du RK Krim et l'équipe nationale du Monténégro.
Elle a été sélectionnée pour représenter le Monténégro en Championnat du monde 2017.

## Palmarès
compétitions nationales
- championne du Monténégro en 2018 et 2019 (avec ŽRK Budućnost Podgorica)
- vainqueur de la coupe du Monténégro en 2018 et 2019 (avec ŽRK Budućnost Podgorica)